# Mnemosyne evansi
Mnemosyne evansi är en insektsart som beskrevs av Frederick Arthur Godfrey Muir 1923. Mnemosyne evansi ingår i släktet Mnemosyne och familjen kilstritar. Inga underarter finns listade i Catalogue of Life.